# من، زهره
من، زهره فیلمی ایرانی به کارگردانی و تهیه‌کنندگی سیامک ابراهیمی است که در سال (۲۰۱۹) ۱۳۹۸ منتشر شد. این فیلم به صورت تک پلان فیلم‌برداری شده و داستان آن درباره ساعت‌های پایانی زندگی یک ورزشکار زن ایرانی قبل از مهاجرت است که با چالش‌های مختلفی روبرو می‌شود. من زهره در چندین جشنواره بین‌المللی شرکت کرده و موفق به کسب جوایزی شده است.

## داستان
من، زهره داستان ساعت‌های آخر زندگی یک زن ورزشکار ایرانی در ایران به نام زهره را روایت می‌کند. زهره در آستانه مهاجرت قرار دارد و با مشکلات شخصی و اجتماعی روبرو است. فیلم به صورت تک پلان (بدون برش) ساخته شده است و سعی دارد تا تنش‌ها و اضطراب‌های این زن جوان را در لحظات حساس زندگی‌اش به تصویر بکشد.

## بازیگران
ملیسا ذاکری که پیشتر در آثاری مانند «کوچه بی‌نام»، «مادری»، «آباجان» و «مردی که اسب شد» به ایفای نقش پرداخته بود، در این فیلم نقش اصلی زهره را بازی می‌کند. 
سایر بازیگران فیلم شامل سروش طاهری، سجاد بابایی، شیرین آقارضاکاشی، علیرضا شریعتی، فرانک مرادی و آریا دلفانی هستند. همچنین فریماه مسگرنیا، سجاد علی‌خانی، یاسمین فرخ‌زا و ارسام غریب نیز از دیگر بازیگران فیلم «من زهره» هستند. 
در مجموع، حدود ۱۱ بازیگر در این فیلم به ایفای نقش پرداخته‌اند و این اثر به‌عنوان یک فیلم پربازیگر در نظر گرفته می‌شود.

## تولید
من، زهره به کارگردانی سیامک ابراهیمی و نویسندگی نیکو بستانی در سال ۲۰۱۹ ساخته شد. این فیلم طی پنج سال تحقیق درباره زندگی زنان ورزشکار ایرانی به تولید رسید. من، زهره به دلیل استفاده از تکنیک تک پلان، سبک بصری خاصی دارد که در برخی جشنواره‌های بین‌المللی مورد توجه قرار گرفته است.

## جوایز و افتخارات
من، زهره در جشنواره‌های مختلف بین‌المللی شرکت کرده و موفق به کسب جوایز متعددی شده است. از جمله:
- جایزه بهترین فیلم بلند از جشنواره سیمفست رومانی[۲]
- حضور در جشنواره فیلم دوربان آفریقای جنوبی[۳]

## نقد و بررسی
فیلم من زهره به دلیل سبک خاص فیلم‌برداری تک پلان و پرداختن به موضوعات اجتماعی، توجه برخی منتقدان را به خود جلب کرد. این فیلم به دلیل پرداختن به موضوع جنجال‌برانگیز ورزش زنان در ایران، در همان سال توقیف و از پخش و اکران جا ماند.
همچنین منتقدان جشنواره بین‌المللی سیمفست رومانی نیز به سبک بصری فیلم اشاره کرده و آن را یکی از جسورانه‌ترین آثار سینمای ایران دانستند. آن‌ها معتقد بودند که فیلم با استفاده از تکنیک تک پلان موفق شده است تا فضای پیچیده زندگی زنان ورزشکار ایرانی را به خوبی به تصویر بکشد.
در نقدی دیگر که در روزنامه «ایرنا» منتشر شده بود، به تاثیرگذاری داستان فیلم در به تصویر کشیدن مشکلات و چالش‌های اجتماعی اشاره شد. منتقد این روزنامه فیلم را اثری درخور توجه توصیف کرد که در کنار سبک بصری خاص، توانسته است به خوبی به مسائل شخصی و اجتماعی بپردازد.